# 64マリオスタジアム
『64マリオスタジアム』（ロクヨンマリオスタジアム、64 Mario Stadium）は、1996年7月4日から2000年9月28日までテレビ東京系列局で放送された任天堂のゲーム機・ゲームソフト関連の情報バラエティ番組（子ども向けゲーム番組）。任天堂の一社提供。放送時間は毎週木曜 18:30 - 19:00 (JST) 。

## 概要
それまで同木曜18:30枠で放送されていた『スーパーマリオスタジアム』の後続番組で、スポンサーの任天堂がNINTENDO 64を発売したのを機に改題リニューアルした。この番組が実施していた『ポケットモンスター』関連の企画は、2004年放送開始の『ポケモン☆サンデー』へと引き継がれた。

## 出演者

### 司会
- 渡辺徹
- 加藤紀子（1996年7月4日 - 1998年3月26日）
- 一宮里絵（1998年4月2日 - 1999年3月25日）
- 須藤温子（1998年4月2日 - 2000年9月28日）

### レギュラー
- 内山信二 (1996年7月4日 - ?)

### 出演芸人
この番組は、若手のお笑い芸人たちをゲストに起用することが多かった。当時はまだ無名でテレビにはほとんど出たことが無いような若手芸人や、フジテレビの『ボキャブラ天国』シリーズに出演していた芸人などを複数組出演させていた。
- アニマル梯団
- アリtoキリギリス（テレビ初出演）
- あさりど（後期レギュラー）
- アンジャッシュ
- オセロ
- 海砂利水魚（現：くりぃむしちゅー）
- グレートチキンパワーズ（前期レギュラー）
- 底ぬけAIR-LINE（後期レギュラー）
- Take2
- T・K・O
- デンジャラス
- ノンキーズ
- X-GUN
- BOOMER
- フォークダンスDE成子坂
- U-turn

## 番組内容
代表的なものを以下に挙げる。

### クイズバトル
2人1組と芸能人が組んで4グループが任天堂関連の問題に答えるクイズコーナー。芸能人がゲームに挑戦する。優勝者はNINTENDO64本体、2位はゲームボーイポケット、3位は64のコントローラ、最下位は番組特製テレホンカードが貰えた。

### めざせ!マリオカート64タイムトライアルグランドチャンピオン
毎週5名のチャレンジャーが『マリオカート64』のマリオサーキットのタイムトライアルに挑戦するコーナー。1分30秒を切った出場者には番組オリジナルの公認ライセンスを、ベストタイムを出した出場者にはオリジナルゴールドコントローラーと64の新作ソフトを進呈していた。解説は、スーパーマリオクラブ（デバッグ集団）所属者の1人・チャンプ丸山が担当。

### ポケモンリーグ
『ポケットモンスター 赤・緑』による対戦。当初は特別仕様（通信可能）のスーパーゲームボーイとモニターを2台使用していたが、『ポケモンスタジアム』が発売されてからはそれを使用しての対戦となった。基本的なルールは、3人1組で出場してパーティのポケモン6体を両チームで見せ合い、その中から3体を選ぶというものだった。使用できるポケモンの種類やレベルは何度かルールで変更されたが、いずれもミュウツーとミュウは使用不可という制限があった。状態異常については、相手のポケモンを2匹以上眠らせたり凍らせたりしてはいけないことになっていた。3週勝ち抜くと殿堂入りになり、『ポケットモンスター 青』にミュウを入れてプレゼントされた。解説は、当時『ファミリーコンピュータMagazine』の編集者だったトランセル種市が担当。
2作目『ポケットモンスター 金・銀』での対戦も行われていたが、全国大会の予選やエキシビジョンマッチに過ぎず、前作でのようにコーナーとして定着するまでには至らなかった。

### ポケモンスナップ ベストフォトコンテスト
1999年、NINTENDO64『ポケモンスナップ』発売に合わせて開催されたコンテスト。誌面で募集された「小学館コロコロコミック」主催の部門と、テレビ番組で募集された「テレビ東京64マリオスタジアム」主催の部門があり、それぞれ大賞が5名ずつ選ばれ10種類のポケモンのスナップフォトがカード化された。小学館コロコロコミック主催の大賞カードは1種類につき20枚だが、64マリオスタジアム主催の大賞カードの発行枚数は不明である。
以下に当番組「テレビ東京64マリオスタジアム」主催の部門での大賞カードでモデルとなったポケモンを記載する。記載は『ポケモンカードオフィシャルファンブック2000』252頁、左から右の順。
- ゼニガメ
- ドガース
- ラッキー
- フリーザー
- ヒトカゲ

## エンディングテーマ
- 加藤紀子「冷たくして下さい」
- SPYKE「SPIRAL DESTNY -夢のままじゃない-」
- 上原さくら+東京ミュージックサロン「PINK」
- 恋愛信号「きっと風は吹くだろう」
- VINYL「ずっとそばにいて」
- 平家みちよ「ダイキライ」（平家は1度番組にゲスト出演している）
- 鈴木早智子「INNOCENT SKY」
- Cool As Ice「Crazy about you」
- 搭堂なつ「ドアの向こう」
- 須藤温子「耳をすまして」
- 須藤温子「初雪」
- Angelique「Just wanna be with you」
- 佳原ゆみ「LOVE ME ETERNALLY」
- y'z factory「Voice of Heart」

## 『64マリオスタジアム・スペシャル』放送延期
放送期間中の1997年12月30日に、年末年始特別番組として『64マリオスタジアム・スペシャル』が放送される予定だったが、同年12月16日に「ポケモンショック」が発生したことから同特番は放送延期となり、代わってアニメ『楽しいムーミン一家』の第25話と第26話の再放送に差し替えられた。スポンサーは任天堂のみだったが、PT扱い。同特番は、年明け後の1998年1月18日に改めて放送された。